# Club de Remo Ares
El Club de Remo Ares es un club deportivo gallego del municipio de Ares, que ha disputado regatas en todas las categorías y modalidades de banco fijo, bateles, trainerillas y traineras, y también en banco móvil, desde su fundación en 1958. A lo largo de su historia ha conseguido tres medallas de oro en el Campeonato de España de Remo Olímpico, y dos en el Campeonato de España de Bateles.

## Historia
En 1984 participó por primera vez en una competición de traineras, y desde entonces ha participado todos los años en alguna competición de esta especialidad. En 2016 ganó la Liga Gallega de Traineras y pudo ascender a la Liga ACT, máxima división del remo en banco fijo. En 2017 terminó en penúltima posición, por lo que disputó el desempate ante Santurce, Donostiarra, Samertolameu y Puebla, terminando en cuarto lugar y perdiendo la categoría. Desde 2020 participa en la Liga Euskolabel ACT.

## Resultados trainera
| Año  | Liga      | C.Esp | Concha | Aut. | Trainera | Entrenador                       | Patrón                               |
| ---- | --------- | ----- | ------ | ---- | -------- | -------------------------------- | ------------------------------------ |
| 2010 | LGT: 10º  | -     | -      | -    |          |                                  |                                      |
| 2011 | LGT: 9º   | -     | -      | -    |          |                                  |                                      |
| 2012 | LGT A: 8º | -     | -      | -    |          | Agustín Fernández                |                                      |
| 2013 | LGT B: 1º | -     | -      | 8º   |          | Agustín Fernández                |                                      |
| 2014 | LGT A: 5º | -     | -      | 7º   |          | Agustín Fernández                |                                      |
| 2015 | LGT A: 3º | -     | -      | 7º   |          | Agustín Fernández                |                                      |
| 2016 | LGT A: 1º | -     | -      | 5º   |          | Agustín Fernández                | Agustín Fernández y Alejandro Permuy |
| 2017 | ACT: 11º  | -     | -      | 5º   |          | Agustín Fernández                | Agustín Fernández y Alejandro Permuy |
| 2018 | LGT A: 2º | -     | -      | -    |          | Agustín Fernández                | Agustín Fernández y Alejandro Permuy |
| 2019 | LGT A: 1  | -     | -      | -    |          | Alberto Hermo "Eclise"           |                                      |
| 2020 | ACT: 10   | -     | -      | -    |          | Alberto Hermo "Eclise"           |                                      |
| 2021 | ACT: 9    | -     | -      | -    |          | Jose Manuel Peláez Botas "Pendo" | Hugo Rascado Curveira                |
| 2022 | ACT: 12   | -     | -      | -    |          | Jose Manuel Peláez Botas "Pendo" | Hugo Rascado Curveira                |
| 2023 | LGT A: -  | -     | -      | -    |          | Jose Manuel Peláez Botas "Pendo" | Hugo Rascado Curveira                |